# McClure, Ohio
McClure là một làng thuộc quận Henry, tiểu bang Ohio, Hoa Kỳ. Năm 2010, dân số của làng này là 725 người.

## Dân số
- Dân số năm 2000: 761 người.
- Dân số năm 2010: 725 người.